# 布盧默 (印第安納州)
布盧默（英語：Bloomer）是位於美國印地安納州麥迪遜縣的一個非建制地區。該地的面積和人口皆未知。